# Cadre-45/2-Weltmeisterschaft 1922

Veranstaltungsort: Paris

Die Cadre-45/2-Weltmeisterschaft 1922 war die 15. Weltmeisterschaft, die bis 1947 im Cadre 45/2 und ab 1948 im Cadre 47/2 ausgetragen wurde. Das Turnier fand vom 18. April bis zum 2. Mai 1922 in der „Académie des Abbesses“ in Paris in Frankreich statt.

## Geschichte
Sieger wurde der Franzose Charles Darantière, der 1920 bereits den fünften Platz belegte. Charles Faroux wurde wieder Zweiter. Erstmals startete der spätere Weltmeister Theo Moons.
In Philadelphia (USA) wurde im Februar 1922 auch eine Amateur-Weltmeisterschaft ausgetragen. Hier siegte der US-Amerikaner Edgar T. Appleby. Die Weltmeister der Jahre 1921 (Edouard Roudil) und 1922 (Arie Bos) nahmen hier auch teil und belegten die Plätze vier und fünf. Die Weltmeisterschaft wurde aber nicht als offizielle Weltmeisterschaft anerkannt, sondern nur als „Internationales Turnier“.
Die Weltmeisterschaften 1922 und 1923 waren von Verbandsstreitigkeiten geprägt. Es ging um das Ausrichtungsrecht, dass die Franzosen für sich beanspruchten. Deshalb nahmen nur Spieler aus Frankreich und Belgien teil.

## Turniermodus
Das ganze Turnier wurde im Round Robin System bis 500 Punkte gespielt. Bei MP-Gleichstand wird in folgender Reihenfolge gewertet:
1. MP = Matchpunkte
2. GD = Generaldurchschnitt
3. HS = Höchstserie

## Abschlusstabelle
| MP    | Match Points (Sieger = 2; Unentschieden = 1; Verlierer = 0) |
| Pkte. | Erzielte Karambolagen                                       |
| Aufn. | Benötigte Versuche                                          |
| GD    | Generaldurchschnitt                                         |
| BED   | Bester Einzeldurchschnitt eines Spielers                    |
| HS    | Höchstserie                                                 |
|       | Bester GD des Turniers                                      |
|       | Bester ED des Turniers                                      |
|       | Beste HS des Turniers                                       |
|       | 1. Platz (Gold)                                             |
|       | 2. Platz (Silber)                                           |
|       | 3. Platz (Bronze)                                           |

| Platz                      | Name               | MP   | Pkte | Aufn. | GD    | BED   | HS  |
| -------------------------- | ------------------ | ---- | ---- | ----- | ----- | ----- | --- |
| 1                          | Charles Darantière | 12:2 | 3329 | 245   | 13,58 | 29,41 | 93  |
| 2                          | Charles Faroux     | 10:4 | 3494 | 201   | 17,38 | 26,31 | 117 |
| 3                          | Théo Moons         | 10:4 | 3314 | 201   | 16,48 | 26,31 | 133 |
| 4                          | Jean de Gasparin   | 8:6  | 3013 | 211   | 14,27 | 31,25 | 149 |
| 5                          | Albert Corty       | 8:6  | 3160 | 224   | 14,10 | 21,73 | 154 |
| 6                          | J. Brémond         | 4:10 | 2970 | 243   | 12,22 | 17,24 | 128 |
| 7                          | Gaston de Doncker  | 2:12 | 2281 | 212   | 10,75 | 17,24 | 59  |
| 8                          | Alphonse Pepermans | 2:12 | 1948 | 200   | 9,74  | 14,28 | 100 |
| Turnierdurchschnitt: 13,53 |                    |      |      |       |       |       |     |

## Weltmeisterschaftsturnier in Philadelphia
In Philadelphia (USA) fand vom 13.–21. Februar ein Turnier statt, welches als Weltmeisterschaft angekündigt wurde und in den USA, Frankreich und Deutschland in der Presse als Weltmeisterschaft geführt wurde. Das Turnier wurde aber später durch die FFAB nicht als Weltmeisterschaft anerkannt und wurde als Internationales Turnier geführt. Die beiden Europäer Edouard Roudil und Arie Bos konnten durch das sehr ungewohnte Material nicht ihre beste Leistung abrufen.

## Abschlusstabelle (Distanz 300 Punkte)

Siegel Philadelphia

| MP    | Match Points (Sieger = 2; Unentschieden = 1; Verlierer = 0) |
| Pkte. | Erzielte Karambolagen                                       |
| Aufn. | Benötigte Versuche                                          |
| GD    | Generaldurchschnitt                                         |
| BED   | Bester Einzeldurchschnitt eines Spielers                    |
| HS    | Höchstserie                                                 |
|       | Bester GD des Turniers                                      |
|       | Bester ED des Turniers                                      |
|       | Beste HS des Turniers                                       |
|       | 1. Platz (Gold)                                             |
|       | 2. Platz (Silber)                                           |
|       | 3. Platz (Bronze)                                           |

| Platz                     | Name                    | MP   | GD    | BED   | HS  |
| ------------------------- | ----------------------- | ---- | ----- | ----- | --- |
| 1                         | Edgar Appleby           | 8:2  | 11,86 | 21,42 | 123 |
| 2                         | Percy N. Collins        | 6:4  | 10,13 | 13,04 | 67  |
| 3                         | Francis S. Appleby      | 6:4  | 9,20  | 13,04 | 76  |
| 4                         | Edouard Roudil          | 6:4  | 8,31  | 16,66 | 70  |
| 5                         | Arie Bos                | 4:6  | 9,47  | 11,53 | 82  |
| 6                         | John Edmund Cope Morton | 0:10 | 5,32  | -     | 48  |
| Turnierdurchschnitt: 8,63 |                         |      |       |       |     |